# الجمعة (جحانه)

تعديل مصدري - تعديل

الجمعة هي إحدى قرى مديرية جحانة التابعة لمحافظة صنعاء اليمنية، بلغ تعداد سكانها 311 حسب أحصائيات عام 2004.